# Marion Coakes
Marion Janice Coakes, född 6 juni 1947 i New Milton, är en brittisk före detta ryttare.
Coakes blev olympisk silvermedaljör i hoppning vid sommarspelen 1968 i Mexico City.